# Wessel Hartog
Wessel Hartog (ur. 25 maja 1911 w Wormer w gminie Wormerland, zm. 30 grudnia 1989 w Koog aan de Zaan) – holenderski polityk i samorządowiec, deputowany krajowy i europejski.

## Życiorys
Z zawodu stolarz. Zasiadał w zarządzie związku zawodowego branży budowlanej Algemene Bond van Werkers in het Bouwbedrijf oraz centrali związkowej Eenheids Vakcentrale'58, później kierował także powiązanym z komunistami wydawnictwem Pegasus. W okresie II wojny światowej pozostawał w ukryciu.
W 1932 wstąpił do Komunistycznej Partii Holandii. Od 1945 zasiadał w tymczasowej radzie i radzie miejskiej Koog aan de Zaan, pozostał nim do włączenia tej gminy w granice Zaanstad. W latach 1963–1982 zasiadał w radzie prowincji Holandia Północna, od września 1973 do czerwca 1974 członek egzekutywy prowincji ds. zdrowia, edukacji, młodzieży i sportu. W 1965 czasowo zasiadał w radzie miejskiej Koog aan de Zaan. Od 1971 do 1977 deputowany Eerste Kamer. Od października 1974 do września 1976 oddelegowany do Parlamentu Europejskiego.